# Биндюжник і Король
«Биндюжник і Король» (рос. «Биндюжник и Король») — радянський художній фільм-мюзикл режисера Володимира Аленікова, знятий в 1989 році за мотивами «Одеських оповідань» і «Занепаду» Ісака Бабеля.

## Сюжет
Дія відбувається в дореволюційній Одесі, в районі легендарної Молдаванки. Історія будується на сторінках життя сім'ї Менделя Крика, який збирається продати свою знамениту на всю Одесу стайню і залишити сім'ю заради красуні Маруськи. На тлі цих подій його син Беня бере ситуацію в свої руки, стає главою сім'ї, видає сестру Двойру заміж і запобігає поліцейській облаві… Беню Крика називають Королем.

## У ролях
- Армен Джигарханян — Мендель Крик, биндюжник
- Раїса Недашківська — Нехама Борисівна, дружина Менделя
- Максим Леонідов — Беня Крик, син Менделя, Беня-Король
- Андрій Ургант — Льова Крик, син Менделя, кавалерист
- Тетяна Васильєва — Двойра Крик, дочка Менделя
- Роман Карцев — Лазар Боярський, жених Двойри
- Ірина Розанова — Маруся, кохана Менделя
- Зіновій Гердт — Ар'є-Лейб
- Євген Євстигнєєв — Никифор, кучер
- Грабіжники, друзі Бені:
  - Микола Добринін — Льова Кацап
  - Георгій Піцхелаурі — Сеня Топунов
  - Сергій Колесников — Моня-артилерист
  - В'ячеслав Гришечкін — молодий чоловік
- Микола Олялін — Іван П'ятирубель, коваль
- Григорій Лямпе — цвібак, кантор
- Інна Ульянова — Мокеївна
- Георгій Мартиросян — пристав
- Володимир Долинський — городовий
- Віктор Павловський — посередник у справах
- Євген Дегтяренко — господар трактиру
- Тамара Карпович — рибалка з дитиною
- Марія Іткина — співачка
- Йосип Крапман — Семен

## Знімальна група
- Автори сценарію:  Асар Еппель за участю  Володимира Аленікова
- Режисер-постановник:  Володимир Аленіков
- Оператор-постановник:  Анатолій Гришко
- Композитор:  Олександр Журбін
- Художник-постановник:  Марк Горелік